# Ли Юаньцу
Ли Юаньцу (кит. 李元簇, пиньинь Lǐ Yuáncù; 24 сентября 1923, Пинцзян, Хунань, Китайская Республика — 8 марта 2017, Тоуфэнь, уезд Мяоли, Китайская Республика) — китайский военный и государственный деятель, вице-президент Китайской Республики (1990—1996). 

## Биография
Представитель народа хакка.
В 1946 г. окончил Национальный университет Чжэнчжи в Нанкине с присуждением степени бакалавра права и политики. После окончания Гражданской войны в Китае в 1949 г. переехал с материкового Китая на Тайвань. В 1963 г. получил докторскую степень в Боннском университете в Германии.
В 1969 г. был назначен консультантом по правовым вопросам Министерства национальной обороны.
В 1974—1978 гг. — министр образования, в 1978—1984 гг. — министр юстиции Тайваня. В 1988—1990 гг. — генеральный секретарь при Президенте Китайской Республики.
В 1990—1996 гг. — вице-президент Китайской Республики, был последним, кто избирался на эту должность Национальным собранием, а не на прямых выборах.
После ухода из политики в 1996 г. возобновил преподавательскую работу в Национальном университете Чжэнчжи. В конце жизни переехал в г. Туфен в округе Мяоли, где вел скромную жизнь.